# Oulad Berhil
Oulad Berhil (en berbère : Aït Berhil, en arabe : اولاد برحيل) est une ville du Maroc. Elle est située dans la tribu des Menabha de la région de Souss-Massa. À l'époque coloniale c'était la résidence d'un caïd très célèbre Haïda Ou Mouis (pacha de Taroudant) mort le 7 janvier 1917 lors d'une expédition contre les tribus de l'Anti-Atlas (Bataille d'Igalfen). Ses troupes en déroute trouvèrent refuges à Tiznit auprès du "capitaine chleuh", Léopold Justinard.